# Тюдов
Тю́дов (укр. Тюдів) — село в Кутской поселковой общине Косовского района Ивано-Франковской области Украины.
Расположено на левом берегу реки Черемош.
Население по переписи 2001 года составляло 2031 человек. Занимает площадь 26,55 км². Почтовый индекс — 78653. Телефонный код — 03478.